# Oséo
Pour l'organisation non gouvernementale suisse dite OSEO, voir Œuvre suisse d'entraide ouvrière.
Oséo était une entreprise privée avec délégation de service public, qui finançait les PME françaises pour l'emploi et la croissance : innovation, investissement, international, création et transmission. En juin 2013, elle a fusionné avec CDC Entreprises, le FSI et FSI Régions pour créer la Banque publique d'investissement (Bpifrance).
Oséo comptait 25 directions régionales et 38 implantations en France, réparties en 7 grands réseaux (Nord, Bretagne, Est, Sud-Est, Sud, Ouest, Ile-de-France). Elle fonctionnait en mode mutualiste à partir de 2005 avec la fusion de précédentes entités ciblées « entreprises » (BDPME, Sofaris, Anvar, AII...).
Oséo joua un rôle contra-cyclique en particulier pour pallier les manques de financements durant les crises. Son action a été reconnue durant le plan de relance 2009 par le soutien apporté à l'économie à la suite de la crise des subprimes. Ses fonds d'intervention étaient principalement dotés par le recours aux marchés financiers (et non aux impôts) à des conditions optimales (cotation triple A de l'établissement) pour partager les risques financiers avec les entrepreneurs, les banques et investisseurs en capital. Le personnel d'Oséo n'avait pas le statut de fonctionnaire et était rémunéré pour les 3⁄4 sur des commissions prélevées sur les interventions.

## Présentation

### Statut
Oséo était une société anonyme détenue par l’État (61,5 %) à travers un établissement public à caractère industriel et commercial (EPIC), par la Caisse des dépôts et consignations (27 %) et par les banques et assurances (9 %), notée triple A par Moody's depuis février 2011.
Oséo était présent en France, en appui tant des politiques nationales que régionales et avec une mission d’intérêt général.
Le premier président fondateur d'Oséo fut Jean-Pierre Denis (Crédit mutuel Arkea), de 2005 à 2012. En 2013, Nicolas Dufourcq (ex-directeur financier de Cap Gemini et ex-directeur de Wanadoo France Telecom) était le Président du Conseil de l'établissement public BPI-Groupe. L’établissement public BPI-Groupe est le nom de l’établissement public OSEO.
Nicolas Dufourcq devient donc statutairement président d’OSEO, future branche financement de bpifrance. Il succède à François Drouin.
La présidence de la "BPI", rassemblant Oseo, le FSI et CDC Entreprises, est assurée par Jean-Pierre Jouyet, puis Pierre-René Lemas.

### Historique
Oséo financement, ex-BDPME, était une société anonyme française de nature bancaire, qui coexistait avec Oséo Innovation (société anonyme, ex-Agence nationale de valorisation de la recherche) et Oséo Garantie (société d'économie mixte, ex-Sofaris).
Les produits d’exploitation d'Oséo financement étaient essentiellement constitués de marges d’intérêts[Quoi ?] (politique de taux sur les prêts accordés) et de commissions. Ses ressources d’intervention étaient  empruntées (à des taux plus ou moins élevés) habituellement sur les marchés financiers (également auprès de la Banque européenne d'investissement et de la Caisse des dépôts et consignations) pour l'activité de cofinancement classique par prêts bancaires.
Le cofinancement (prêts couplés aux prêts accordés par les banques) ne bénéficiait pas de dotations publiques et puisait ses ressources de son propre produit net bancaire, à la différence du soutien à l'innovation et de la garantie des prêts bancaires qui bénéficiaient de fonds spécifiques. Cette situation a contraint l'établissement à se tourner vers les entreprises emprunteuses présentant des ratios suffisants de solvabilité pour limiter les éventuels risques de non remboursements de crédits.
Au premier semestre 2009, le résultat d'exploitation d'Oséo financement a fondu de 43 % à 28,4 millions d'euros, principalement en raison de son implication dans le plan de relance : coût du risque, augmentation des garanties accordées et rétribution plus élevée de la prime de risque, dans une conjoncture plus difficile.
Fin 2010, Oséo est issu de l'absorption d'Oséo Innovation et d'Oséo Garantie par Oséo financement. La spécificité des trois métiers (innovation, financement et garantie) a été maintenue lors de cette fusion. Les activités de garantie des prêts et investissements de capital risque cohabitent désormais directement avec les activités de financement bancaire et de soutien à l'innovation de la société Oséo.

### Tutelles
Oséo était placé sous la tutelle du ministère de l'Économie, des Finances et de l’Industrie et du ministère de l'Enseignement supérieur et de la Recherche.

### Partenariats publics comme privés
Oséo ne prend pas la place du marché, mais complète son action là où le poids du risque nécessite l'intervention publique.
Oséo collabore ainsi avec l’ensemble des acteurs publics et privés qui accompagnent le développement des entreprises : Régions, pôles de compétitivité, incubateurs, établissements bancaires, capitaux-risqueurs…

## Activité
Oséo finance la croissance des PME via ses trois métiers : innovation, garantie et co-investissement. Sa priorité concerne les trois principaux moteurs de croissance des entreprises : l’innovation, l’investissement et l’international.

### Financement de l'innovation
Oséo cofinance et accompagne les projets d’innovation ayant des perspectives concrètes de commercialisation : de nouveaux produits, de nouveaux procédés ou de nouveaux services. Ce sont des projets leaders, avec un niveau élevé d’innovation (tant technique que servitielle) au regard de la concurrence et de la communauté éco-scientifique ; justifiant un partage du risque avec les pouvoirs publics pour déclencher l'effet de levier nécessaire auprès des financements privés. L'aide directe ou le prêt à taux 0 ainsi attribué est assujetti à un suivi rigoureux qui permet une traçabilité de l'impact du financement décidé par la puissance publique sur l'économie réelle. Une communication permanente par des témoignages est entretenue avec des études sectorielles annuelles afin de rendre compte des projets accompagnés au service de l'économie nationale.
Le soutien d’Oséo se traduit par des subventions (pour la création d'entreprise, les phases de faisabilité de projet) puis par des avances (sur CIR) ou prêts pour cofinancer les programmes stratégiques d'innovation des entreprises. Oséo est aussi chargé des qualifications « Entreprise Innovante » pour l'accès aux FCPI (investissement en capital défiscalisé), selon des critères définis par le code général des impôts et le code de la recherche.
Les fonds utilisés pour soutenir les entreprises innovantes sont de moins en moins issus de ressources publiques. Les activités de bpifrance dans ce domaine se concentrent sur la mise en place de prêts avec taux d'intérêt. Le crédit d'impôt recherche, moins contrôlé par les institutions européennes, est devenu un instrument de financement indirect des programmes d'innovation. Et les pertes fiscales relatives à ce dispositif limitent la mise en place de fonds publics d'aide directe et de suivi des contreparties.

### Le co-investissement aux côtés des banques
Il s’agit de prêts à moyen ou long terme, de crédit-bail... Oséo intervient aux côtés de ses partenaires bancaires, en partage du risque et en analyse de projets. Les contrats de développement participatif financent les phases aval des programmes innovants (investissements industriels et commerciaux, rachats d'entreprises, fusions...), en compléments de prêts bancaires ou d'apports en fonds propres. Ils sont réservés aux entreprises plus matures, de taille intermédiaire. Ces CDP doivent en effet permettre un taux de remboursement optimal en raison de la spécificité du financement du grand emprunt, sur les marchés financiers.

### La garantie des financements bancaires
Le métier de la garantie facilite l’accès des projets les plus risqués au crédit bancaire et au capital-risque. Oséo s’appuie sur des fonds de garantie dotés par la ressource publique. Ces fonds sont dédiés à des finalités dont le risque est élevé (création, innovation, international, transmission, etc.), tout en s'appuyant sur une assise financière stable de l'entreprise (niveau important de fonds propres, croissance de l'activité...). La garantie n'est déclenchée qu'en dernier recours, sur une partie seulement du prêt accordé par la banque (autour de 50 %).

## Missions supplémentaires

### Participation au plan de relance de 2008-2010
Le ministère de l'Économie, des Finances et de l’Industrie s'est appuyé sur Oséo pour mettre en œuvre le plan de relance PME de 2008 et faciliter ainsi l'accès des entreprises au crédit bancaire et le renflouement des trésoreries. Cet appui s’est terminé en décembre 2010.

### Programme d’investissements d’avenir
Oséo était, depuis 2010, un des acteurs du programme d'investissements d'avenir. Les 2,44 milliards d'euros attribués à Oséo se répartissent ainsi :
- 1 milliard d'euros pour les contrats de développement participatifs + 1 milliard d’euros annoncé par Nicolas Sarkozy en mars 2011[17];
- 500 millions d'euros pour la mise en place de prêts verts bonifiés ;
- 300 millions d'euros pour les projets structurants des pôles de compétitivités ;
- 300 millions d’euros pour le renforcement de la compétitivité des PME et des filières stratégiques industrielles ;
- 200 millions d'euros pour des aides à la réindustrialisation ;
- 140 millions d’euros pour l’augmentation des fonds propres d’Oséo.

À cela s'ajoute une recapitalisation d'Oséo (440 millions d'euros, dont 300 millions d'euros par les bonus bancaires).

### Le Rescrit du Crédit d’impôt recherche (CIR)
Une entreprise qui a un projet de R&D peut bénéficier du crédit d’impôt recherche. Pour sécuriser l’éligibilité au CIR de son programme de dépenses de recherche auprès de l’administration fiscale, l’entreprise peut désormais adresser directement sa demande de rescrit à Oséo.

## Polémiques
Plusieurs bénéficiaires de PCE (Prêt à la Création d'entreprise) sous garantie d'État via Oséo, ont dû rembourser intégralement les sommes empruntées, parfois sous hypothèque judiciaire, doutant ainsi de la réelle opportunité de l'offre présentée par Oséo. Cette polémique concerne le mécanisme de la garantie des prêts dont bénéficient les banques auprès d'Oséo pour la catégorie bien particulière des créations d'entreprise. Sans cette garantie presque aucune banque n'accepterait de prêter à un créateur d'entreprise, car ce dernier, au démarrage, ne permet de s'assurer d'un remboursement. La garantie n'est actionnée qu'en tout dernier recours. Le PCE distribué par le réseau bancaire privé, est bien un crédit remboursable et non une aide publique.